# Municipio de Santa Catarina Zapoquila
El municipio de Santa Catarina Zapoquila es uno de los 570 municipios en los que se encuentra dividido el estado mexicano de Oaxaca. Situado en los límites con Puebla al noroeste del territorio estatal. Su cabecera es el pueblo del mismo nombre.

## Geografía
El término municipal de Santa Catarina Zapoquila tiene una extensión territorial total de 118.707 kilómetros cuadados; se encuentra situada en el noroeste del estado y forma parte del distrito de Huajuapan y en la Región Mixteca. Sus coordenadas geográficas extremas son 17°57′ - 18°6′ de latitud norte y 97°28′ - 97°39′ de longitud oeste; la altitud fluctúa entre 1700 y 2800 metros sobre el nivel del mar.
El municipio limita al noroeste con el municipio de San Pedro y San Pablo Tequixtepec, al suroeste con el municipio de San Juan Bautista Suchitepec, al sur con el municipio de San Francisco Teopan y al sur y sureste con el municipio de Concepción Buenavista. Al noroeste sus límite corresponden con el estado de Puebla y con el municipio de Caltepec de dicho estado.

## Demografía
De acuerdo a los resultados del Censo de Población y Vivienda realizado en 2010 por el Instituto Nacional de Estadística y Geografía; la población total del municipio de Santa Catarina Zapoquila es de 448 habitantes, de los cuales 214 son hombres y 234 son mujeres.
La densidad de población asciende a un total de 3.77 personas por kilómetro cuadrado.

### Localidades
El municipio incluye en su territorio un total de seis localidades. Las principales, considerando su población del censo de 2010 son:
| Localidad                                | Población |
| Total Municipio                          | 448       |
| Santa Catarina Zapoquila                 | 280       |
| Rancho Ramírez (Barrio de Jesús Ramírez) | 59        |
| Membrillos                               | 55        |
| Río Grande                               | 45        |
| Nemesio Rosas                            | 5         |
| Camino al Platanar                       | 4         |

## Política
El gobierno del municipio de Santa Catarina Zapoquila se rige por principio de usos y costumbres que se encuentra vigente en un total de 424 municipios del estado de Oaxaca y en las cuales la elección de autoridades se realiza mediante las tradiciones locales y sin la intervención de los partidos políticos. 
El ayuntamiento de Santiago Miltepec está integrado por el presidente municipal, un síndico y un cabildo integrado por tres regidores.

### Subdivisión administrativa
La administración interior del municipio corresponde a la agencia municipal de Membrillos, que es electo por un periodo de un año mediante procedimientos apegados al principio de usos y costumbres.

### Representación legislativa
Para la elección de diputados locales al Congreso de Oaxaca y de diputados federales a la Cámara de Diputados federal, el municipio de Santa Catarina Zapoquila se encuentra integrado en los siguientes distritos electorales:
Local:
- Distrito electoral local de 6 de Oaxaca con cabecera en Heroica Ciudad de Huajuapan de León.[4]

Federal:
- Distrito electoral federal 3 de Oaxaca con cabecera en Heroica Ciudad de Huajuapan de León.[5]